# Réserve de biodiversité du Plateau-du-Lac-des-Huit-Chutes
La réserve de biodiversité du Plateau-du-Lac-des-Huit-Chutes est une réserve de biodiversité du Québec (Canada) situé au Fjord-du-Saguenay. D'une superficie de 102. km2, elle vise à protéger des écosystèmes représentatifs de la région naturelles des monts Valin. Elle a été créée en mai 2020 et des administré le ministère de l'Environnement et de la Lutte contre les changements climatiques.

## Toponymie
La réserve doit son nom au plus grand lac située dans celle ci ainsi qu'à son relief général,.